# Reflektometr

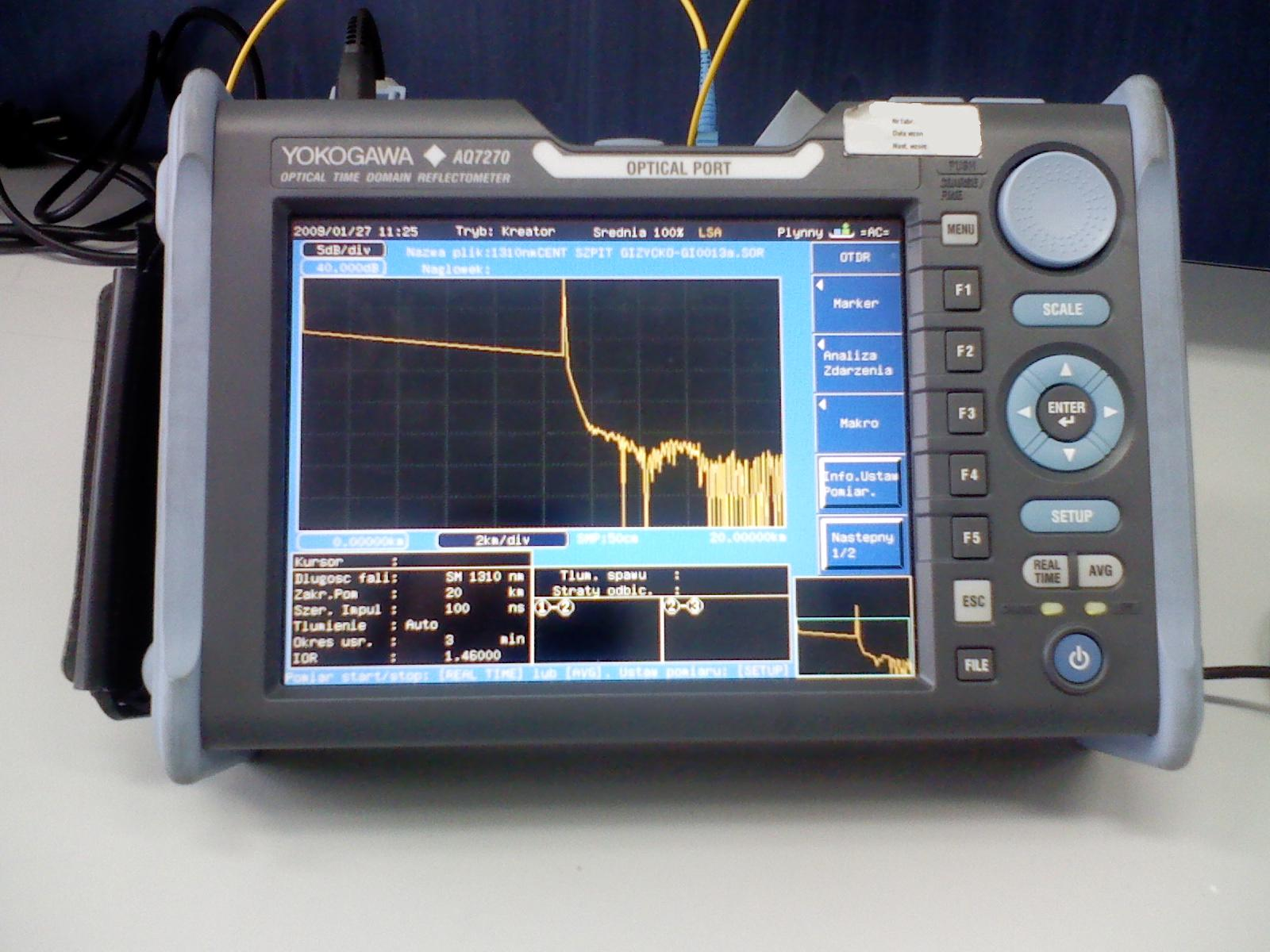
Reflektometr optyczny firmy Yokogawa

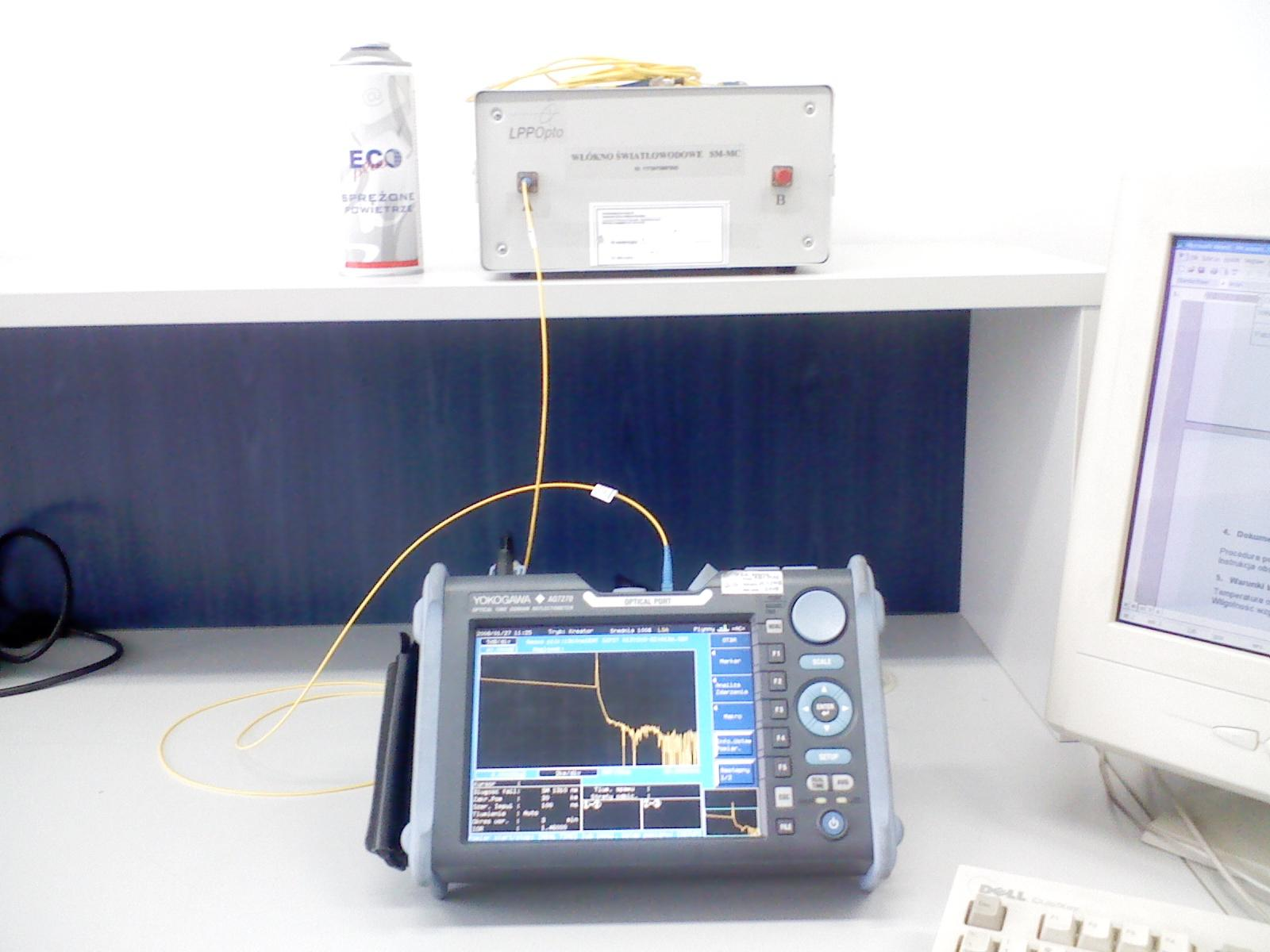
Stanowisko wzorcowania reflektometrów optycznych (w tle wzorcowy światłowód)

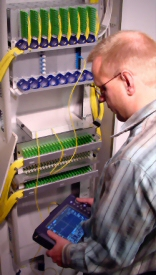
Pomiary reflektometrem

Reflektometr – elektroniczny przyrząd pomiarowy służący głównie do pomiarów długości i tłumienności przewodów miedzianych, a także włókien światłowodowych, stosowanych w torach telekomunikacyjnych.
Reflektometry można podzielić na:
- reflektometry do torów przewodów miedzianych, zwane TDR (od ang. time-domain reflectometer)
- reflektometry optyczne (do torów światłowodowych), zwane OTDR (od ang. optical time-domain reflectometer).

Działanie przyrządu polega na porównaniu parametrów impulsu pomiarowego wysyłanego w kierunku przewodu badanego z impulsem powrotnym odbitym od końca przewodu (lub od jego niejednorodności, występujących na przykład w punktach łączenia poszczególnych odcinków). Na podstawie pomiaru czasu potrzebnego na powrót sygnału i charakteru jego zniekształceń można dość precyzyjnie ocenić długość przewodu, jego budowę (stopień jego niejednorodności), tłumienność całkowitą i jednostkową (zwykle mierzoną w dB/km) i charakter uszkodzenia (to znaczy czy jest to przerwa, zwarcie, czy zmiana tłumienności spowodowana przykładowo dostaniem się do przewodu wody).
Reflektometry stosuje się w telekomunikacji w sieciach światłowodowych i miedzianych do lokalizacji usterek, powstałych między innymi wskutek przerwania kabla. Dzięki temu przyrządowi można sprawdzać połączenia wykonane jednorodnym (jednomodowym i wielomodowym) włóknem światłowodowym powyżej 50 kilometrów. Oprócz samego przyrządu bardzo często wykorzystuje się komputery, dzięki którym (i odpowiedniemu oprogramowaniu) można określić dość dokładnie miejsce usterki. Najnowsze reflektometry są urządzeniami mikroprocesorowymi, które w sposób mniej lub bardziej automatyczny potrafią zmierzyć, przetworzyć i wyświetlić na ekranie pełne dane dotyczące parametrów badanego kabla.
Inna odmiana reflektometrów stosowana jest w radiokomunikacji do pomiaru współczynnika fali stojącej. Parametr ten opisuje dopasowanie impedancji linii na drodze wzmacniacz mocy–antena. Z powodu niedopasowania część energii zostaje odbita od końca linii i wraca do wzmacniacza mocy zamieniając się na ciepło i nie jest wypromieniowana przez antenę. W skrajnym przypadku, jeżeli ilość wydzielonego ciepła jest duża, może dojść do fizycznego uszkodzenia stopnia mocy nadajnika.

## Podstawowe parametry reflektometru
- rozdzielczość pomiaru
- minimalna martwa strefa
- zakres dynamiki
- czas pracy na akumulatorach
- długość impulsu
- długość fali
- typy mierzonych światłowodów